# Bogdany Małe
Bogdany Małe – wieś w Polsce, w województwie mazowieckim, w powiecie przasnyskim, w gminie Chorzele.
Do 2023 miejscowość była przysiółkiem wsi Bogdany Wielkie.
W latach 1975–1998 przysiółek administracyjnie należał do województwa ostrołęckiego.